# Second Hand (gruppo musicale)
I Second Hand sono stati un gruppo musicale britannico. Il loro stile è un hard prog psichedelico molto fantasioso dal punto di vista strumentale e compositivo e dalla forte componente freak. AllMusic classifica inoltre la formazione fra i gruppi del pop/rock e del soul.
Il gruppo ha utilizzato anche i nomi alternativi di Chillum, The Moving Finger e The Next Collection, per la pubblicazione dei propri dischi.

## Storia del gruppo
Attivi dal 1965 per volere del leader e tastierista Ken Elliot, la formazione prendeva originariamente il nome di Next Collection. Dopo aver cambiato nome in Moving Finger e, successivamente, in Second Hand (sigla che allude al fatto che utilizzassero strumenti musicali di "seconda mano"), la band pubblicò il concept album Reality (1968) per la Polydor. Sebbene giudicato debole nelle parti vocali, l'LP fu accolto positivamente e considerato dalla stampa uno degli ascolti più "disturbati" dell'epoca a causa della presenza degli innumerevoli spunti sonori proposti, che riecheggiano Jimi Hendrix e Arthur Brown. Dopo essersi esibiti in Francia, Germania, Spagna e Paesi Bassi, i Second Hand pubblicarono Death May Be Your Santa Claus (1971), una prova ancor più eterogenea e ostica in cui si alternano brani sinfonici a divagazioni strumentali e sperimentali che citano Frank Zappa, Pink Floyd e Kevin Ayers. L'edizione con tracce bonus del disco contiene Dip It Out of the Bog con ospite Lol Coxhill. In seguito, i Second Hand adottarono la sigla Chillum e pubblicarono un album omonimo (1971), fra i più rari del periodo e contenente delle jam session registrate tra il primo e il secondo disco. Dopo lo scioglimento, Elliott e il batterista O'Connor entrarono a far parte dei Seventh Wave.

## Formazione

### Second Hand
- Ken Elliott – voce, tastiere
- Kieran O'Connor – batteria
- Bob Gibson – chitarra
- Nick South – basso

### Chillum
- Ken Elliott - tastiere, Mellotron, organo, voce
- Kieran O'Connor - batteria
- Tony McGill - chitarra
- George Hart - basso

## Discografia

### Album in studio
- 1968 – Reality
- 1971 – Death May Be Your Santa Claus
- 1971 – Chillum (come Chillum)

### Singoli
- 1968 - James in the Basement (come The Next Collection)
- 1972 - Funeral